# Papradno
Papradno (Hongaars: Kosárfalva) is een Slowaakse gemeente in de regio Trenčín, en maakt deel uit van het district Považská Bystrica.
Papradno telt 2.557 inwoners.